# Thomas de Courcelles
Thomas de Courcelles (1400 Ayencourt v Pikardii – 23. října 1469 Paříž) byl francouzský kardinál. V roce 1431 se podílel na procesu s Janou z Arku.

## Životopis
Thomas de Courcelles byl v roce 1430 rektorem Pařížské univerzity. Byl kanovníkem u kapitul v katedrálách v Amiens, Laonu a Thérouanne.
V roce 1431, během procesu s Johankou z Arku v Rouenu, vystupoval jako jeden z nejneúprosnějších. Byl jedním z mála, kdo hlasoval pro mučení a pracoval pro obžalobu. Později, když byl pověřen sepsáním soudního procesu a jeho překladem do latiny, vynechal své jméno z kompromitujícího hlasování.
Vzdoropapež Felix V. ho během konzistoře jmenoval kardinálem, ale on povýšení odmítl. Odjel do Říma, aby byl blízko papeže Mikuláše V., který ho jmenoval papežským arciděkanem. Byl jmenován kanovníkem a děkanem katedrály Notre-Dame v Paříži.
Přestože se podílel na procesu s Janou z Arku, byl důvěrným poradcem Karla VII. Jako děkan kapituly Notre-Dame v Paříži se účastnil a předsedal oslavám rehabilitace Jany z Arku, které se konaly v roce 1456.
Dne 14. listopadu 1459 byl Thomas de Courcelles vyslán Karlem VII. jako posel do Mantovy v doprovodu arcibiskupa z Tours, pařížského biskupa a Jana II. z Chambes, aby se setkal s papežem Piem II.
V roce 1461 pronesl královu pohřební řeč.